# Coupe des clubs champions européens de futsal 1990-1991
Navigation
1989-1990 1993-1994
La Coupe des champions de futsal 1990-1991 est la septième édition de la Coupe des clubs champions européens de futsal. Le tournoi a lieu du 3 au 7 mars 1991 à Madrid et voit six clubs s'affronter.
Pour sa première participation, l'Interviú Lloyd's ouvre son palmarès continental en prenant largement le meilleur sur les portugais de l'AR Freixieiro en finale. Le Roma RCB, tenant du titre italien, ne passe pas la phase de poule.

## Organisation

### Format
Le tournoi de mars 1991 reprend le format de l'édition 1986-87, à savoir six équipes invitées qui s'affrontent dans une phase de groupes disputée en tournoi toutes rondes.
Les deux premiers de chaque poule s'affrontent ensuite en demi-finale croisée (le premier affronte le deuxième de l'autre groupe) dans une phase finale à élimination directe.

### Clubs participants
Six champions nationaux sont invités à la compétition, dont le tenant du titre européen Roma Robore Certamus Bellum, champion d'Italie,.
| Équipe           | Qualification                  | Nombre de participation | Meilleur résultat   |
| ---------------- | ------------------------------ | ----------------------- | ------------------- |
| Roma RCB T       | champion d'Italie              | 2e                      | vainqueur (1989-90) |
| Seljak Livno     | champion de Yougoslavie        | 1re                     | -                   |
| Magyar Mugy      | champion de Hongrie            | 1re                     | -                   |
| Interviú Lloyd's | champion d'Espagne             | 1re                     | -                   |
| AR Freixieiro    | champion du Portugal           | 1re                     | -                   |
| KSM24 Moscow     | champion de l'Union soviétique | 1re                     | -                   |

## Compétition

### Phase finale
|  | Demi-finales     | Demi-finales     |                        |    | Finale      | Finale      |
|  | Demi-finales     | Demi-finales     |                        |    | Finale      | Finale      |
|  |                  |                  |                        |    |             |             |
|  | 6 mars 1991      | 6 mars 1991      |                        |    | 7 mars 1991 | 7 mars 1991 |
|  | 6 mars 1991      | 6 mars 1991      |                        |    | 7 mars 1991 | 7 mars 1991 |
|  | AR Freixieiro    | 6 ap             |                        |    | 7 mars 1991 | 7 mars 1991 |
|  | AR Freixieiro    | 6 ap             |                        |    | 7 mars 1991 | 7 mars 1991 |
|  | Magyar Mugy      | 5                |                        |    | 7 mars 1991 | 7 mars 1991 |
|  | Magyar Mugy      | 5                | AR Freixieiro          | 0  |             |             |
|  |                  |                  | AR Freixieiro          | 0  |             |             |
|  |                  | Interviú Lloyd's | 7                      |    |             |             |
|  | Interviú Lloyd's | Interviú Lloyd's | 7                      | 10 |             |             |
|  | Interviú Lloyd's |                  |                        | 10 |             |             |
|  | Seljak Livno     | 2                |                        |    |             |             |
|  | Seljak Livno     | 2                | Match pour la 3e place |    |             |             |
|  |                  |                  |                        |    |             |             |
|  |                  |                  |                        |    |             |             |
|  |                  |                  |                        |    |             |             |
|  | Magyar Mugy      | 7                |                        |    |             |             |
|  | Magyar Mugy      | 7                |                        |    |             |             |
|  | Seljak Livno     | 11               |                        |    |             |             |
|  | Seljak Livno     | 11               |                        |    |             |             |